# Gonomyia (Gonomyia) paiuta
Gonomyia (Gonomyia) paiuta is een tweevleugelige uit de familie steltmuggen (Limoniidae). De soort komt voor in het Nearctisch gebied.